# Vidotina
Vidotina je naselje u općini Ilijaš, Federacija Bosne i Hercegovine, BiH.

## Stanovništvo
Nacionalni sastav stanovništva 1991. godine, bio je sljedeći:
ukupno: 95
- Hrvati - 57
- Muslimani - 10
- Srbi - 17
- Jugoslaveni - 11